# Paul Hait
Paul Hait, né le 25 mai 1940 à Pasadena, est un nageur américain. Lors des Jeux olympiques d'été de 1960 disputés à Rome, il remporte une médaille d'or au relais 4 × 100 m quatre nages, battant au passage le record du monde lors des séries puis de nouveau lors de la finale. Durant ces Jeux, il atteint la finale du 200 m brasse, terminant huitième.

## Palmarès
- médaille d'or au relais 4 × 100 m quatre nages aux Jeux olympiques de Rome en 1960